# Осовец (Киевская область)
Осовец (укр. Осовець) — село, входит в Иванковский район Киевской области Украины.
Население по переписи 2001 года составляло 24 человека. Почтовый индекс — 07242. Телефонный код — 4591. Занимает площадь 0,25 км². Код КОАТУУ — 3222081305.

## Местный совет
07244, Киевская область, Иванковский район, с. Заруддя.